# 개오동
개오동(학명: Catalpa ovata)은 꿀풀목 능소화과의 식물이다. 학명은 Catalpa ovata이고 개오동나무, 향오동이라고도 부른다. 중국 원산으로 1904년경에 도입되어 한국 각지의 정원에 흔하게 심는 낙엽활엽교목이다.

## 생태
중국 원산이며 겨울에 잎이 지는 큰키나무다. 키는 8~12m쯤 되며 분류학적으로 전혀 관계가 없으나, 잎이나 꽃이 오동나무와 비슷하다. 오동나무보다 한두 달 느린 6~7월에 꽃이 피며, 원추꽃차례로 피는 흰색에 가까운 연노란 색 꽃이 아름답다. 열매는 10월에 열며 삭과로 길이가 20~30cm인데 노끈처럼 가늘고 길게 늘어진다. 그래서 노끈나무라고도 부른다. 열매가 오동나무와 두드러지게 다르다. 이듬해에 꽃이 새로 필 때까지도 달려 있어서 겨울에도 쉽게 알아 볼 수 있다.
비슷한 종으로 흰색 꽃이 피는 북아메리카 원산의 꽃개오동(Catalpa bignonioides)이 있다.

## 쓰임새
목재는 가볍고 연하며, 무늬가 아름다워 오동나무의 대용으로 손색이 없다. 열매를 이뇨제로 쓰며, 나무 속껍질은 신경통, 간염과 같은 염증에 약으로 쓴다.

## 같이 보기
대한민국에서는 청송 홍원리의 개오동나무를 천연기념물로 보호한다.

## 참고 자료
- 《조경수목 핸드북》(광일문화사, 2000) ISBN 89-85243-25-X
- 《궁궐의 우리 나무》(눌와, 2001) ISBN 89-950852-6-6
- 《나무 쉽게 찾기》(진선출판사, 2004) ISBN 978-89-7221-414-4